# La fuerza ciega

 La fuerza ciega  es una película en blanco y negro de Argentina dirigida por Luis José Moglia Barth sobre su propio guion escrito en colaboración con Miguel Mileo según la obra de Vicente Martínez Cuitiño que se estrenó el 25 de octubre de 1950 y que tuvo como protagonistas a Guillermo Battaglia, José María Gutiérrez, Gloria Brell y María Esther Gamas.

## Sinopsis
El dueño de un astillero viola a la hija de un obrero ciego y ella resulta ser la novia de su propio hijo.

## Reparto
- Guillermo Battaglia
- José María Gutiérrez
- Gloria Brell
- María Esther Gamas
- Roberto Fugazot
- Francisco Silva
- Margarita Corona
- Alfonso Pisano
- Ricardo Trigo
- Pablo Cumo
- Fina Suárez
- Roberto Longo

## Comentarios
Manrupe y Portela lo consideran un dramón anticuado solo para lucimiento del protagonista y la crónica de Noticias Gráficas dijo:

”La versión cinematográfica ha conservado su estrectura escénica y ello perjudica esencialmente el relato.”